# Тузовский, Роман Сергеевич
Рома́н Серге́евич Тузо́вский (род. 3 января 1985, Барнаул) — российский футболист, полузащитник.

## Карьера
Воспитанник барнаульского футбола. С 8 лет занимался в барнаульской ДЮСШ у Григория Григорьевича Черданцева. В декабре 2003 года отправился на просмотр в волгоградский «Ротор», с которым 14 марта 2004 года подписал контракт и стал выступать за «Ротор-2» во втором дивизионе.
В период с 2006 по 2008 год выступал за воронежский «Факел», «Содовик», барнаульское «Динамо» и «Мордовию». В 2009 году вернулся в Волгоград, где выступал за одноимённый клуб и «Ротор».
Летом 2010 года перешёл в астраханский «Волгарь», с которым стал победителем зоны «Юг» первенства ПФЛ. В 2013 году на зимний сборах получил разрыв ахиллова сухожилия. Вторую часть сезона 2014/2015 отыграл в аренде за ульяновскую «Волгу». В феврале 2015 перешёл в ФК «Астрахань».

## Достижения

### Командные
- Победитель первенства ПФЛ (зона «Восток»): 2007 (выход в первый дивизион)
- Победитель первенства ПФЛ (зона «Юг»): 2013/2014 (выход в первый дивизион)

## Семья
Отец — Сергей Сергеевич, мать — Лариса Владимировна, старший брат — Станислав.